# Americo Albonico
Americo Albonico (Buenos Aires, 21 febbraio 1889 – ...) è stato un calciatore argentino, di ruolo attaccante.

## Carriera
Ha giocato in Italia a Como dal 1912 al 1915. Il 12 ottobre 1913 la squadra comasca fece il suo esordio in Prima Categoria, all'epoca il massimo livello del calcio italiano, venendo sconfitta sul campo di casa dall'Inter per 5-1: Albonico segnò il gol della bandiera. Al termine della stagione Albonico fu il primo realizzatore della sua squadra con 7 reti.